# 朱甲昌

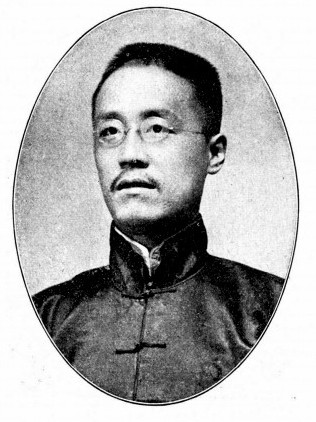
《民国之精华》中的朱甲昌照片

朱甲昌（1880年—1943年）原名维松，字仲夔，江苏泰州人，中华民国政治人物。

## 生平
朱甲昌早年补廪贡生。清朝废除科举后，朱甲昌学习实学，既研习古文及诗赋，又学习西方政治经济学说，善书法。辛亥革命泰州光复后，朱甲昌加入国民党，1912年当选中华民国第一届国会参议院议员。民国七年（1918年），赴北京从政，历任总统府秘书、参事，财政部、内务部秘书、参事等职务。民国十二年（1923年）后，历任江苏省长公署秘书，陇海铁路开税局局长等职务。民国十八年（1929年）回到家乡。
溥仪在中国东北成立满洲国后，因有人推荐，曾邀请朱甲昌前往满洲国任职，但被朱甲昌拒绝。民国二十九年（1940年），朱甲昌带病赴曲塘，参加了韩国钧发起的苏北抗敌和平会议。日军占领泰州后不久，朱甲昌于1943年病逝。

## 著作
- 《朱仲夔遗墨》[1]